# Stephen Maturin
Stephen Maturin és el co-protagonista de la sèrie de novel·les d'Aubrey-Maturin escrites per Patrick O'Brian ambientades en l'Armada Reial anglesa i en les guerres napoleòniques de finals del segle xviii i principis del xix.
Stephen Maturin és un metge i agent secret d'origen espanyol (català) i irlandès, i ideològicament es defineix com un nacionalista català i irlandès, que lluita contra la tirania francesa encarnada per Napoleó i l'expansionisme castellà-espanyol, per la llibertat de catalans i irlandesos.
Aquest metge i agent secret destaca per la seva intel·ligència i professionalitat -tant en la seva tasca de metge com en la d'agent secret-, domini de llengües (català, anglès, francès, espanyol, irlandès, llatí, portugués, àrab…), i punteria amb pistola. També destaca la seva sang freda, la seva addicció a derivats de l'opi, en què és un gran naturalista, membre de la Royal Society, i en el seu gust per la música, toca el violoncel i la flauta.
Físicament és baix, prim, de pell morena i amb ulls blaus. Pel que fa a l'aspecte amorós el seu gran amor és Diana Villiers amb la que, després de molts anys, aconsegueix casar-se i tenir una filla, Brigit.